# Cerrostrangalia herrerai
Cerrostrangalia herrerai là một loài bọ cánh cứng trong họ Cerambycidae.